# Néfertari (épouse de Ramsès II)
Pour les articles homonymes, voir Néfertari.
Pour l’article ayant un titre homophone, voir Néfertary.
Néfertari Méretenmout (« La plus belle de toutes, aimée de Mout ») est la principale Grande épouse royale du pharaon Ramsès II qui vécut sous la XIXe dynastie aux environs du XIIIe siècle avant notre ère.

## Généalogie
Si les origines de la reine ne sont pas certifiées, l'hypothèse qu'elle est issue d'une puissante famille d'Akhmîm liée à l'ancien pharaon Aÿ est avancée, en raison d'une part de l'attachement manifeste de la reine et de sa progéniture à la cité, et d'autre part de son titre d'Épouse du dieu qu'elle porte lors des grandes cérémonies du dieu Min. Enfin, la découverte dans son tombeau d'un bouton de coffre au nom du pharaon Aÿ pourrait être un indice supplémentaire qui la rattacherait à cette illustre famille qui marqua de son influence les dernières décennies de la XVIIIe dynastie. Toujours est-il que ceci n'est pas certain et reste à démontrer, surtout que le pharaon Aÿ fait partie des pharaons ayant été éliminés des listes royales, particulièrement celle d'Abydos dans le temple de Séthi Ier, père de Ramsès II.
Néfertari fut le grand amour de Ramsès - preuve en est la façade du petit temple d'Abou Simbel que Ramsès lui a dédié, ainsi qu'à Sothis (personnification de l'étoile Sirius) et à Hathor (déesse de la joie, de la musique, de la beauté et de l'amour) que Néfertari incarnait sur terre. Sur la façade du temple, ses sculptures ont la même taille que celles du pharaon :

« Ramsès a construit un temple creusé dans la montagne […] pour la première épouse royale Néfertari Meryenmout. »

Ramsès II et Néfertari ont ensemble six enfants :
- Amonherkhépeshef (Amonherouenemef), le fils aîné du roi et héritier du trône de l'avènement de Ramsès II jusqu'aux environs des ans 30 à 34[4],[5],
- Parêherouenemef (Rêherounemef), le troisième fils du roi,
- Méryrê, le onzième fils du roi,
- Méryatoum, le seizième fils du roi,
- Mérytamon - la « Reine Blanche » - , la quatrième fille du roi et grande épouse royale de Ramsès II[6],
- Hénouttaouy, la septième fille du roi et grande épouse royale de Ramsès II[7].

Certains chercheurs ont fait du neuvième fils Séthy et des deuxième, troisième et cinquième filles Baketmout, Néfertari II et Nebettaouy les enfants de Néfertari, mais rien n'indique qu'ils soient les enfants de cette reine car ils ne sont jamais représentés dans la liste des enfants du couple à Abou Simbel, particulièrement concernant Séthy dont la mère s'appelait bien Néfertari mais qui devait être une épouse secondaire du roi. De part l'homonymie, il est possible que Néfertari II soit la fille de cette épouse secondaire, mais cela n'est pas certain.

## Biographie
Néfertari est probablement mariée à Ramsès II dès l'an 1 du règne de Séthi Ier, faisant partie avec Iset-Nofret Ire des épouses évoquées dans l'inscription dédicatoire d'Abydos. L'ordre de naissance de ses enfants et leur âge lors de l'avènement de Ramsès II sont des éléments forts allant dans ce sens-là.
Néfertari est la grande épouse royale du roi Ramsès II et figure sur de nombreux reliefs et statues. Néfertari porte d'ailleurs l'épithète Méretenmout, cette épithète semblant être le pendant féminin de celle du roi, qui est régulièrement nommé Ramsès Méryamon, Amon et Mout représentant le couple divin de la triade thébaine. Elle porte également le surnom de Moutnéféret, ce qui signifie « Mout la Belle », comme le montre une base de statue de la reine découverte à Héliopolis et portant l'inscription suivante :
« Mout la Belle, la grande d'éloges, la maîtresse des belles dames du palais, la grande épouse royale Néfertari Méretenmout, vivante (soit-elle) [éternellement] ! »
Dès le début du règne, la reine porte une couronne spécifique : la couronne solaire à hautes plumes et cormes lyriformes. Cette couronne est liée à Hathor, déesse de l'amour et de l'éveil, mais aussi à Sothis, qui annonce le début d'une nouvelle année et promet la prospérité. Tant que Néfertari était vivante, aucune autre épouse n'a été figurée sur les monuments du roi, surtout, aucun autre monument semblable au petit temple d'Abou Simbel n'a été commandité par Ramsès II pour une autre épouse au cours de son long règne.
Tout comme la mère du roi Mouttouya, Néfertari envaya en l'an 21 deux lettres de félicitations à la reine hittite Puduhepa, épouse du roi hittite Hattushili III, à la suite de la signature du traité de paix égypto-hittite.
La date de la mort de la reine est inconnu. Si certains ont avancé l'an 24 ou l'an 26, rien ne permet de préciser une telle date. Ce qui est certain, c'est qu'en l'an 34, c'est-à-dire à la date du mariage entre Ramsès II et Maâthornéferourê, la fille du roi hittite Hattushili III. Néfertari n'étant jamais évoquée lors des négociations entre le roi hittite et le roi égyptien, il est alors probable qu'elle devait être déjà décédée depuis un certain temps.
Pour honorer la mémoire de la reine, Ramsès a fait construire, dans l'enceinte du Ramesséum, un sanctuaire dédié à Néfertari et à Mouttouya. Quelques éléments appartenant à ce monument ont été retrouvés, dont une colonne trouvée sur place et mentionnant le nom de la reine. La reine était par ailleurs également représentée ailleurs au Ramesséum, dont probablement sur le jambage sud de l'entrée de la salle hypostyle où la reine-mère Mouttouya est représentée avec une dame dont le nom est perdu et qui est coiffée de deux hautes plumes et cornes lyriformes, représentation typique de Néfertari.

## Représentation

### Statuaire
La reine est figurée sur de nombreuses statues de Ramsès II, gravée en relief ou scluptée en ronde-bosse. Une statuette du roi (CG 42140), découverte dans la cachette de Karnak, offre sa plus ancienne image, contemporaine du couronnement. Le relief à la gauche du trône montre la reine debout tenant le sceptre floral et une inscription, rappelant celles concernant Satrê (grande épouse royale de Ramsès Ier et mère de Séthi Ier) et Mouttouya (grande épouse royale de Séthi Ier et mère de Ramsès II), la décrit comme suit (le nom de la reine était d'ailleurs endommagé) :
« La noble dame, grande [d'éloges, douce d'amour], la maîtresse de la Haute et Basse-Égypte, au visage parfait, belle avec les deux hautes plumes, la maîtresse de tous les pays, la grande épouse royale, son aimée, la maîtresse des Deux Terres, grande d'amour, [Néfertary Meret]en[mout], vivante (soit-elle) ! »
La grande statue assise de Turin de Ramsès II (no  1380), de peu postérieure à la précédente, figure la reine en ronde-bosse adossée au trône derrière la jambe gauche du roi. Le texte associée à la reine est, comme précédemment, endommagé au nouveau du nom de la reine. Certains y ont vu une vengeance de Mérenptah, successeur de Ramsès II, contre Néfertari qui a laissé dans l'ombre Isis-Néféret, la mère de Mérenptah. Mais ceci est refuté par la plupart des chercheurs car la très grande majorité des représentations de la reine n'a pas été endommagée.

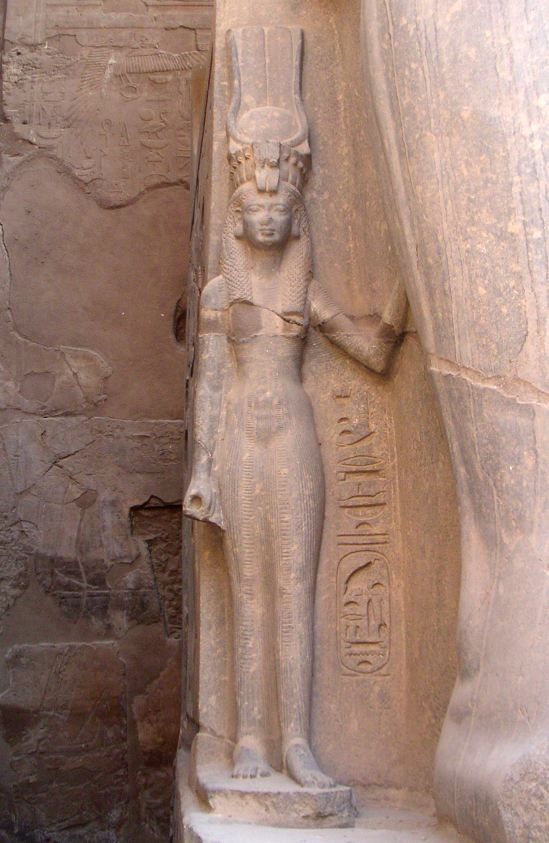
Statue de Néfertari accompagnant un des colosses assis de la cour de Ramsès II au temple de Louxor.

La reine est associée au roi sur les statues de ce dernier dans beaucoup d'autres temples, dont les deux colosses usurpés située à l'avant du Xe pylône du temple d'Amon à Karnak et qui appartenaient à l'origine à Horemheb avec une représentation de sa reine Moutnedjemet. Au temple de Louxor, certaines statues debout du roi présentent aussi la reine derrière la jambe gauche du roi légèrement avancée tandis que les quatre colosses élevés au tout début du règne à l'avant du temple la montrent à la droite du trône. Certaines de ces figurations ont été abimées avec le temps, jusqu'à ce que même le texte permettant d'identifier la reine représentée devienne illisible. Toutefois, sur toutes les représentations de Ramsès II datée d'avant l'an 21 et sculptées dès l'origine pour lui, il n'est accompagné que de Néfertari, tandis que celles qu'il a usurpées après l'an 21, en général d'Amenhotep III, il n'est représenté qu'avec Néfertari, Bentanat ou Mérytamon.
Au Ramesséum, le grand colosse effondré du roi présente deux figures féminines de part et d'autre du roi, ces figures devant être Néfertari et Mouttouya, la mère du roi. C'est également le cas pour l'une des grandes statues du grand temple d'Abou Simbel (la deuxième en partant de la gauche) qui représente de part et d'autre des jambes du roi Néfertari et Mouttouya. Une seconde représentation de la reine est située à gauche de la jambe du roi de la troisième statue, ce qui fait que la reine encadre l'entrée par cette rerpésentation et celle de la deuxième statue.
La reine est également représentée sur des statues seules ou accompagnée de l'un de ses fils. Par exemple, une statue en calcaire, acquise en 1905 à Louxor, conservée aujourd'hui à Bruxelles et dont la partie inférieure, le corps et le bras droit ont disparu, la montre dans une robe unie laissant paraître les formes gracieuses de son corps. Le bras gauche tenait à l'origine un sistre, aujourd'hui disparu. Derrière la jambe gauche de la reine est gravée une figure de son fils Méryatoum. L'inscription en deux colonnes sur le piliers dorsales décrivant ses compétences en tant que chanteuse et joueuse de sistres, qualités importantes dans le cadre des fêtes et des rituels divins, est la suivante :
« La noble dame, grande d'éloges, qui possède la grâce, douce d'amour, la maîtresse de la Haute et Basse-Égypte, aux belles mains tenant les sistres, à la voie [agréable (?)] dans le chant, la grande épouse royale, son aimée, l'épouse du Taureau victorieux, Néfertary Meretenmout, vivante (soit-elle) [éternellement] ! »
D'autres statues lui ont été attribuées, sans certitude pour certaines :
- un groupe statuaire fragmentaire découvert dans la cachette de Karnak représentent un fils royal et une grande épouse royale à la robe plissée et tenant un sceptre floral recourbé[19] ;
- une colosse fragmentaire en calcaire cristallin découvert à l'angle sud-est du temple d'Hathor à Dendérah et dont l'inscription ne conserve que le début du cartouche de la reine composé du hiéroglyphe de la déesse Mout ; ce colosse pourrait aussi appartenir à Moutnedjemet (la reine d'Horemheb) ou Moutemouia (la mère d'Amenhotep III)[19] ;
- un buste au double uraeus de la reine (autrefois fautivement attribué à la reine Ahmès-Néfertary), conservé au British Museum, pourrait provenir d'une statue double (si c'est le cas, alors elle devait représenter le couple royal) ; le texte qualifie la reine de « grande épouse royale, maîresse des Deux Terres »[19].

### Reliefs
Le rôle tenu par Néfertari dans les fêtes et rituels divins est illustré dans des scènes dans plusieurs temples. Les représentations la montrent généralement agitant des sistres, mais l'une d'elles la figure faisant une danse ; les textes, quant à eux, la décrivent comme chanteuse. Sur le mur occidental de l'avant-cour du temple de Louxor, la reine participe à une longue procession, coiffée d'une perruque courte surmontée de sa couronne habituelle, tandis que de longues tresses descendent derrière ses épaules ; elles agitent les sistres pour la triade thébaine. Le texte accompagnant la scène décrit les actions de la reine et ses qualités :
« Agiter les sistres pour son père Amon-Rê, maître des trônes des Deux Terres, pour Mout la grande, maîtresse de l'Ichérou, et (pour) Khonsou Néferhotep. La noble dame, grande d'éloges, qui possède la grâce, douce d'amour, la maîtresse de la Haute et Basse-Égypte, aux bras [...] tenant les sistres en contentant son père Amon, grande d'amour avec son bandeau, chanteuse au beau visage, belle avec les deux hautes plumes, supérieure des recluses d'Horus maître du palais. On se réjouit de ce qui sort de sa bouche. Quoi que soit ce qu'elle dit, cela est fait pour elle, coute chose qui est parfaite à son cœur. Toutes ses paroles sont plaisantes à [...]. On vit d'écouter sa voix, la grande épouse royale, son aimée, l'épouse du Taureau victorieux et Maître des Deux Terres, Néfertary Meretenmout, vivante (soit-elle) ! »
Dans les scènes du pylône du temple de Louxor illustrant les fêtes de Min, Néfertari est figurée à deux reprises derrière Ramsès II, portant une robe moulante, agitant les sistres et tenant le collier ménat, attribut de la déesse Hathor, afin d'inviter à la procréation le dieu de la fertilité. La reine apparaît également dans une scène illustrant les fêtes de Min au Ramesséum, dans la partie supérieure de l'un des murs de la seconde cour. Cette scène illustre un officiant offrant au dieu Min (sous la forme d'un taureau blanc) une gerbe d'épeautre que le roi vient de couper. La reine, figurée juste au-dessus de l'officiant, ne porte que sa perruque tripartite et fait un geste gracieux avec ses mains ; le texte accompagnant la scène porte sur des danses rituelles, auxquelles la reine semble participer.
Au Gebel Silsileh, la reine est représentée sur la grande stèle de l'an 1, elle est figurée agitant les sistres devant les trois divinités qui président à l'émergence de la crue du Nil : Taouret (déesse hyppopotame représentée ici avec une tête de femme), Thot et Nout. D'autres représentations sont également connues, même si certaines sont anonymes et donc incertaines, dont une stèle et deux blocs au Sarabit al-Khadim (les deux blocs ont également été attribués à Bentanat) et un bloc, aujourd'hui perdu, originaire d'Éléphantine, ce dernier la montrant agitant les sistres devant la barque de Khnoum.
Dans le grand temple d'Abou Simbel, la reine est peu présente à l'intérieur (comme indiqué précédemment, deux représentations de la reine aux pieds des colosses de Ramsès II encadre la porte d'entrée du temple). Deux scènes de la seconde salle hypostyle la montrent jouant du sistre derrière le roi qui encense la barque processionnelle du dieu : sur celle du mur nord, il s'agit de la barque de Rê-Horakhty et la reine porte la couronne habituelle à hautes plumes et cormes lyriformes ; sur le mur sud, il s'agit de la barque d'Amon-Rê et la reine porte simplement le modius tandis qu'une longue tresse lui descend sur l'épaule. Sur l'une des faces du premier pilier sud de la grande salle, la reine agite les sistres devant Hathor maîtresse d'Ibchek (c'est-à-dire le mamelon rocheux dans lequel a été taillé le petit temple d'Abou Simbel) ; la reine est figurée coiffée de sa couronne habituelle à hautes plumes et cormes lyriformes mais augmentée cette fois de cette même longue tresse lui descendant jusqu'à l'épaule.

### Petit temple d'Abou Simbel
L'une des grandes œuvres commanditées par Ramsès II en l'honneur de son épouse est le petit temple d'Abou Simbel. Ce temple, qui lui est dédié, la représente par deux colossales statues en façade : chacune de ces deux représentations est encadrée par deux de Ramsès II de mêne taille. Leurs enfants sont représentés au niveau de leurs jambes : leurs deux filles au niveau des jambes de la reine, leurs quatre fils au niveau des jambes de Ramsès II. Les inscriptions associées aux statues de la reine indiquent clairement la volonté de Ramsès d'offrir ce temple à son épouse favorite :
« Le roi de Haute et Basse-Égypte Ousermaâtrê-Sétepenrê a construit un temple en creusant dans la colline, ouvrage d'éternité en Ta-Séty (Nubie). Le roi de Haute et Basse-Égypte Ousermaâtrê-Sétepenrê (l')a construit [pour] la grande épouse royale Néfertari Mer(et)enmout en Ta-Séty, comme Rê éternellement et à jamais. Temple aux œuvres grandes et importantes destiné à la grande épouse royale Néfertari Mer(et)enmout, grâce à [l'amour] de qui le soleil se lève (...). »
Ces termes sont repris dans la dédicace qui est inscrite au plafond de la salle hypostyle :
« Il a fait en tant que son œuvre pour la grande épouse royale Néfertari Mer(et)enmoutun temple en creusant dans la colline pure de Ta-Séty, en pierre belle et parfaite de grès, ouvrage d'éternité, lui qui est aimé d'Amon-Rê. »
La reine est omniprésente dans les scènes à l'intérieur du temple, la majorité du temps, elle est devant telle ou telle divinité. Par exemple, sur une scène du vestibule, la reine reçoit la couronne solaire à hautes plumes et cornes lyriformes de la part des déesses Sothis et Isis : cette scène est importante car elle montre Néfertari divinisée,. Celle-ci tient dans la main gauche son sceptre de reine, mais dans la main droite « la croix de vie, que seules les divinités sont habilitées à posséder ». Outre ces scènes, elle est représentée dans deux scènes guerrières de part et d'autre de l'entrée. Il s'agit de deux scènes de triomphe similaires où le roi massacre un ennemi (asiatique ou nubien) en présence d'un dieu (Amon-Rê ou Horus de Méha (c'est-à-dire le mamelon rocheux dans lequel a été réalisé le grand temple d'Abou Simbel)) qui lui offre un cimeterre symbolisant la force armée. La reine est figurée derrière le roi, dans une pose statique, un bras avancé dans sa direction. Ces deux scènes symbolisant la protection de l'Égypte par le massacre de l'ennemi, la présence de la reine dans un tel contexte est étonnante.
La stèle rupestre du vice-roi de Koush Héqanakht, gravée dans une niche au sud du grand temple, a souvent été considérée - à tort - comme présentant l'inauguration des temples d'Abou Simbel. Divisée en deux registres, la stèle date d'après l'an 18 voire l'an 20 de Ramsès II d'après la graphie de son nom de Sa-Rê, or la très grande majorité des scènes des temples était déjà gravée en l'an 20 comme l'indique cette même graphie du nom du roi. Au registre supérieur est figuré le roi en adoration devant une triade divine composée d'Amon-Rê, de Ramsès lui-même divinisé et de Rê-Horakhty, derrière le roi se tient Mérytamon qualifiée simplement de « fille royale » et dont le nom est entouré d'un cartouche. Au registre inférieur, Héqanakht est représenté portant le flabellum et adresse une prière aux trois dieux précédemment mentionnés et à tous les dieux du temple afin qu'ils lui accordent une longue vie ; devant lui se tient la « grande épouse royale et épouse divine Néfertari Meretenmout » ; elle porte un sceptre floral d'une main et le signe ânkh de l'autre. Ce signe ânkh semble indiquer que la reine était déjà décédée au moment de la gravure de la stèle. Toujours est-il que cette stèle rupestre ne représente pas l'inauguration du temple qui était presque achevé en l'an 20 (d'après la graphie du nom de Sa-Rê de Ramsès) alors que la reine est bien vivante en l'an 21, étant donné qu'elle a adressé des lettres à la reine hittite Puduhepa.

## Sépulture

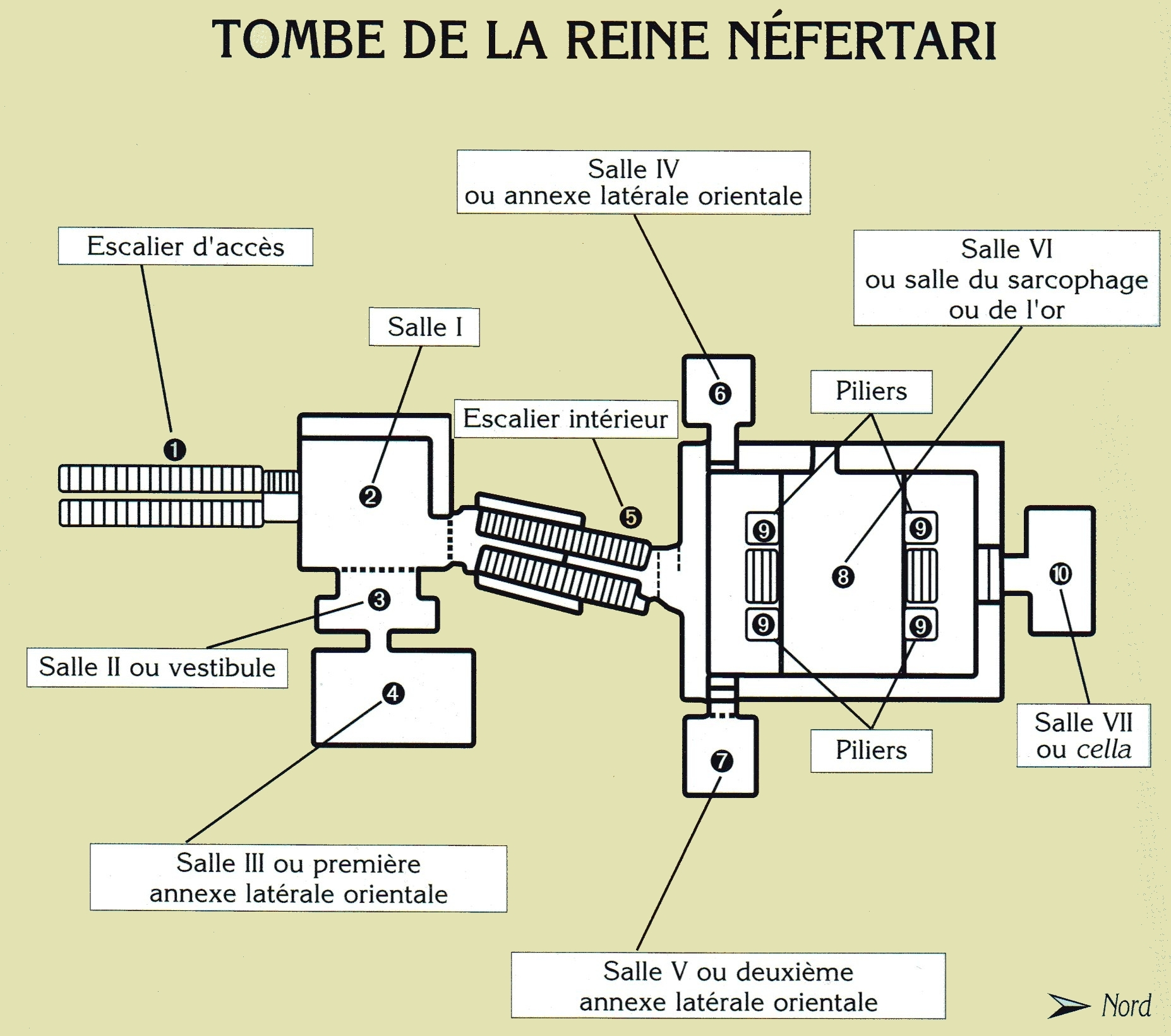
Plan de la tombe de Nefertari.

La tombe de Néfertari a été découverte pendant la deuxième campagne de fouilles de Schiaparelli sur le versant nord du ouadi principal de la Vallée des Reines, près de Thèbes. En effet, l'égyptologue tombe sur des escaliers. Il aperçoit sur le linteau, une peinture représentant l'horizon entouré de deux yeux oudjat et des déesses Nephtys et Isis en adoration, ainsi que de deux cartouches au nom de Néfertari.
Les fresques murales rendent un vibrant hommage à sa beauté. Parfaitement exécutées, elles rivalisent avec les réalisations de la vallée des Rois, mais sont si fragiles que la tombe n'accueille désormais pas plus de cent-cinquante visiteurs par jour (avec masque et protège-chaussures).
La tombe avait déjà été ouverte et, comme ils l'ont découvert plus tard, pillée.
Les maçonneries étaient tombées sur les escaliers et dans la première chambre elles atteignaient presque le plafond. Les autres pièces s'étaient pratiquement écroulées et le sol était couvert de boue à cause de nombreuses infiltrations d'eau de pluie.
Depuis cette première chambre, on accède à une sorte d'alcôve qui mène à une plus petite chambre rectangulaire. Au fond de la première pièce, un escalier conduit dans la salle du sarcophage composée de quatre piliers et de trois petites chambres sur chacun des murs de la pièce.

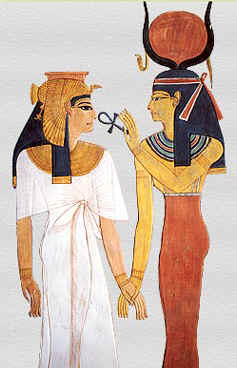
À gauche, Néfertari fait face à la déesse Isis. Cette-dernière lui offre l'ânkh, symbole de la vie éternelle et de la renaissance dans les « champs d'ialou », le paradis dans la mythologie égyptienne.

Au milieu de la salle du sarcophage, Schiaparelli trouve :
- un sarcophage fragmentaire en granit rose ;
- un cercueil momiforme fragmentaire en bois recouvert d'or ;
- 34 ouchebtis au nom de Néfertari ;
- trois grands vases fragmentaires ;
- des restes de momies enveloppées dans leurs bandelettes ;
- des vases en albâtre fragmentaires ;
- des émaux ;
- des restes de mobilier funéraire.

Il trouve aussi une fleur de lotus en émail bleu foncé qui devait servir de poignée au couvercle d'un coffre au nom de Aÿ (XVIIIe dynastie). Dans une petite niche creusée dans le mur du fond et recouverte d'une plaque de plâtre la camouflant, il découvre une amulette.
Bien qu'elle ne contienne que peu d'objets, cette tombe est considérée comme la plus belle de l'Égypte tout entière par ses décorations, aux couleurs vives et au style précis, quasiment intactes. Mais les infiltrations d'eau l'ont affaiblie et il a fallu consolider les murs. Fermée aux visites dans les années 1950 pour restauration, la réouverture n'eut lieu qu'en novembre 1995, l'admission des visiteurs étant soumise à des règles très strictes (coût d'entrée plus élevé, nombre de visiteurs limité) afin de préserver autant que possible les magnifiques décors.
Une réplique grandeur nature peut être admirée dans le sous-sol du Musée de Tessé au Mans.